# Gye
Gye este o comună franceză situată în departamentul Meurthe-et-Moselle, în regiunea Grand Est.

## Geografie
Teritoriul comunal al localității Gye, cu o altitudine medie de 233 m, este situat în câmpia umedă a Meuse, având o suprafață de 648 hectare.
Târgul se află în centrul său (zonare cadastrală AA), deși urmele mai vechi de locuire se află la marginea vechii căi Toul - Langres (locul numit Naléchamps), care formează limita vestică a teritoriului său, în timp ce drumul național 74 (Franța) (Toul-Colombey) constituie frontiera de est. La nord, comuna este mărginită de pădurile Tillot (comuna Toul).
Gye este o mică comună situată la 30 km de Nancy și 8 km de Toul, în câmpia Toulois, nu departe de coastele Toulului, renumite pentru „gris de Toul” (vin).
Comuna are o stație de taxare care îi poartă numele (stația de taxare Gye), situată în apropiere, pe autostrada A31.

### Comune limitrofe
| Domgermain       | Toul      | Chaudeney-sur-Moselle |
| Charmes-la-Côte  |           | Bicqueley             |
| Mont-le-Vignoble | Crézilles | Moutrot               |

### Geologie
Gye este situată pe „marnele cu Rhynchonelle superioare” din Bathonianul superior.
Marnele cu Rhynchonelle inferioare și superioare sunt rar vizibile la afloriment. În general, au o culoare gri-albăstruie, dar pot prezenta și nuanțe de negru, bej sau chiar alb. Acestea sunt bogate în Lamellibranhiate și Brachiopode, în special în Rhynchonelle, care le-au dat numele.

### Hidrografie
Comuna se află în bazinul hidrografic al Rinului, în cadrul bazinului Rin-Meuse. Este drenată de pârâul Blénod, pârâul Étangs (numit uneori sau în trecut pârâul Comines), pârâul Ormes și pârâul Prés Ury.

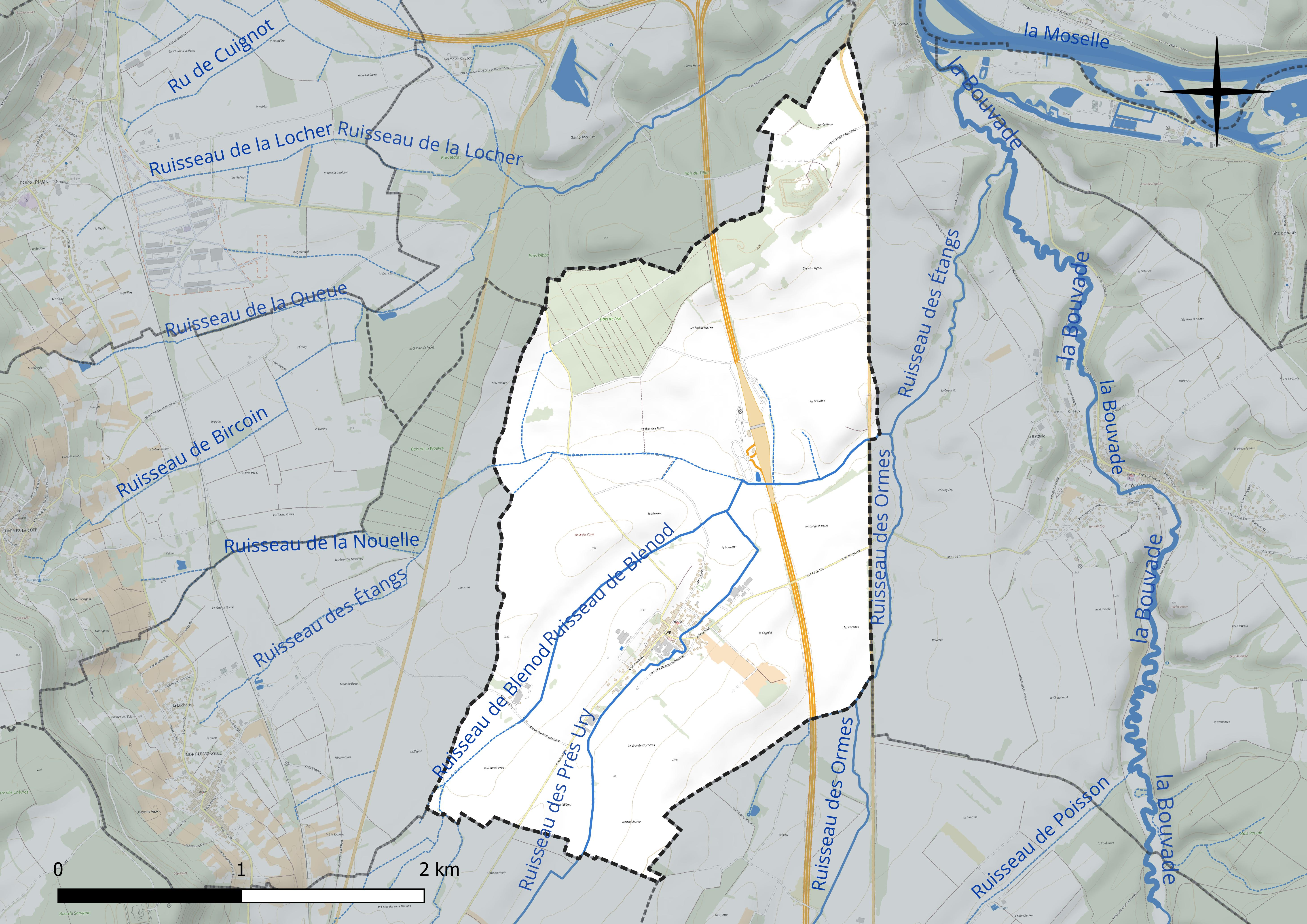
Rețeaua hidrografică din Gye.

### Climă
În 2010, clima comunei era de tip climat al marginilor montane, conform unui studiu al CNRS, bazat pe o serie de date din perioada 1971-2000. În 2020, Météo-France a publicat o tipologie a climei din Franța metropolitană, în care comuna este expusă unui climat oceanic alterat și se află în regiunea climatică Lorraine, platoul Langres, Morvan, caracterizată printr-o iarnă aspră (1,5 °C), vânturi moderate și ceață frecventă în toamnă și iarnă.
Pentru perioada 1971-2000, temperatura medie anuală este de 9,6 °C, cu o amplitudine termică anuală de 16,9 °C. Cantitatea medie anuală de precipitații este de 871 mm, cu 12,7 zile de precipitații în ianuarie și 9,4 zile în iulie. Pentru perioada 1991-2020, temperatura medie anuală observată la stația meteorologică cea mai apropiată, situată în comuna Ochey la 6 km distanță în linie dreaptă, este de 10,5 °C, iar cantitatea medie anuală de precipitații este de 810,4 mm.
Pentru viitor, parametrii climatici estimati pentru comună, pentru anul 2050, conform diferitelor scenarii de emisii de gaze cu efect de seră, pot fi consultati pe un site dedicat publicat de Météo-France în noiembrie 2022.

## Urbanism

### Tipologie
La 1 ianuarie 2024, Gye este clasificată drept comună rurală cu habitat dispersat, conform noii grile comunale de densitate cu șapte niveluri, definită de INSEE (Institutul Național de Statistică și Studii Economice) în 2022. Se află în afara unei unități urbane. De asemenea, comuna face parte din aria metropolitană a orașului Nancy, fiind o comună din coroana acesteia. Această arie, care cuprinde 353 de comune, este clasificată în categoria ariilor cu o populație între 200.000 și mai puțin de 700.000 de locuitori.

### Utilizarea terenului
Ocupația solurilor din comună, așa cum reiese din baza de date europeană privind ocupația biofizică a solurilor Corine Land Cover (CLC), se caracterizează prin predominanța teritoriilor agricole (88,4 % în 2018), o proporție aproximativ similară cu cea din 1990 (88 %). Distribuția detaliată în 2018 este următoarea: terenuri arabile (56,1 %), pajiști (31,9 %), păduri (7,8 %), zone urbanizate (3,9 %), zone agricole eterogene (0,3 %). Evoluția ocupării terenurilor în comună și a infrastructurilor sale poate fi observată pe diferitele reprezentări cartografice ale teritoriului: harta Cassini (secolul XVIII), harta de stat-major (1820-1866) și hărțile sau fotografiile aeriene ale IGN pentru perioada actuală (1950 până în prezent).

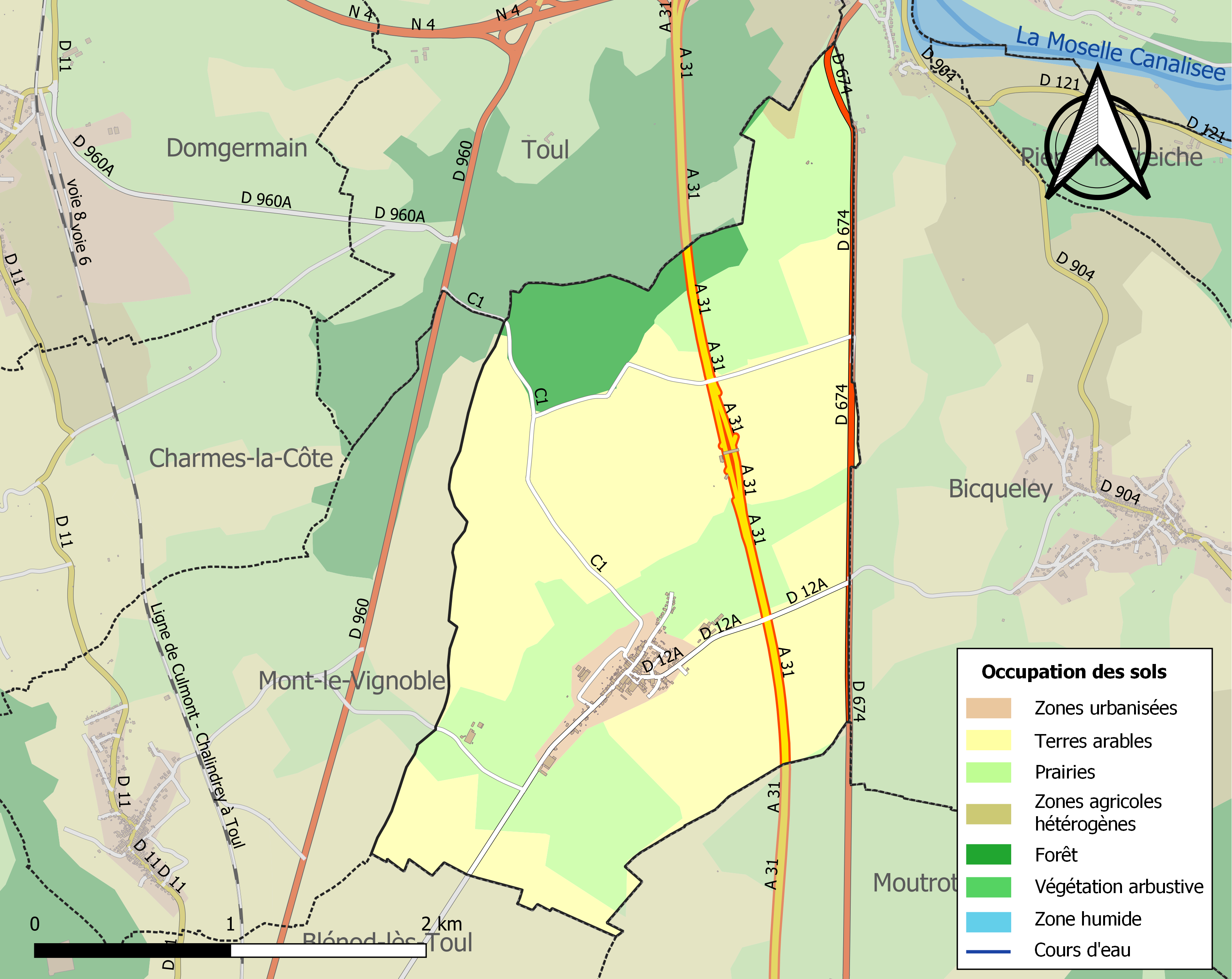
Harta infrastructurii și utilizării terenului a comunei în 2018 (CLC).

## Toponimie
Mențiuni vechi: Gulla (1065), Gula (1105), Jaiacum (1154), Stagna de Gieyo (1149-1172), Gyer (1516), Geys (1527), Gyes (1545), Giey (1663).
O etimologie populară leagă numele Gye de o vie numită In Gula, aparținând canonicului catedralei din Toul. În realitate, toponimul apare sub forma Gaiacum între anii 622-654: acesta este format din antroponimul roman Gaius și sufixul galo-roman -acum, o formare tipică Antichității târzii și epocii merovingiene, având sensul de „domeniul lui Gaius”.

## Istorie

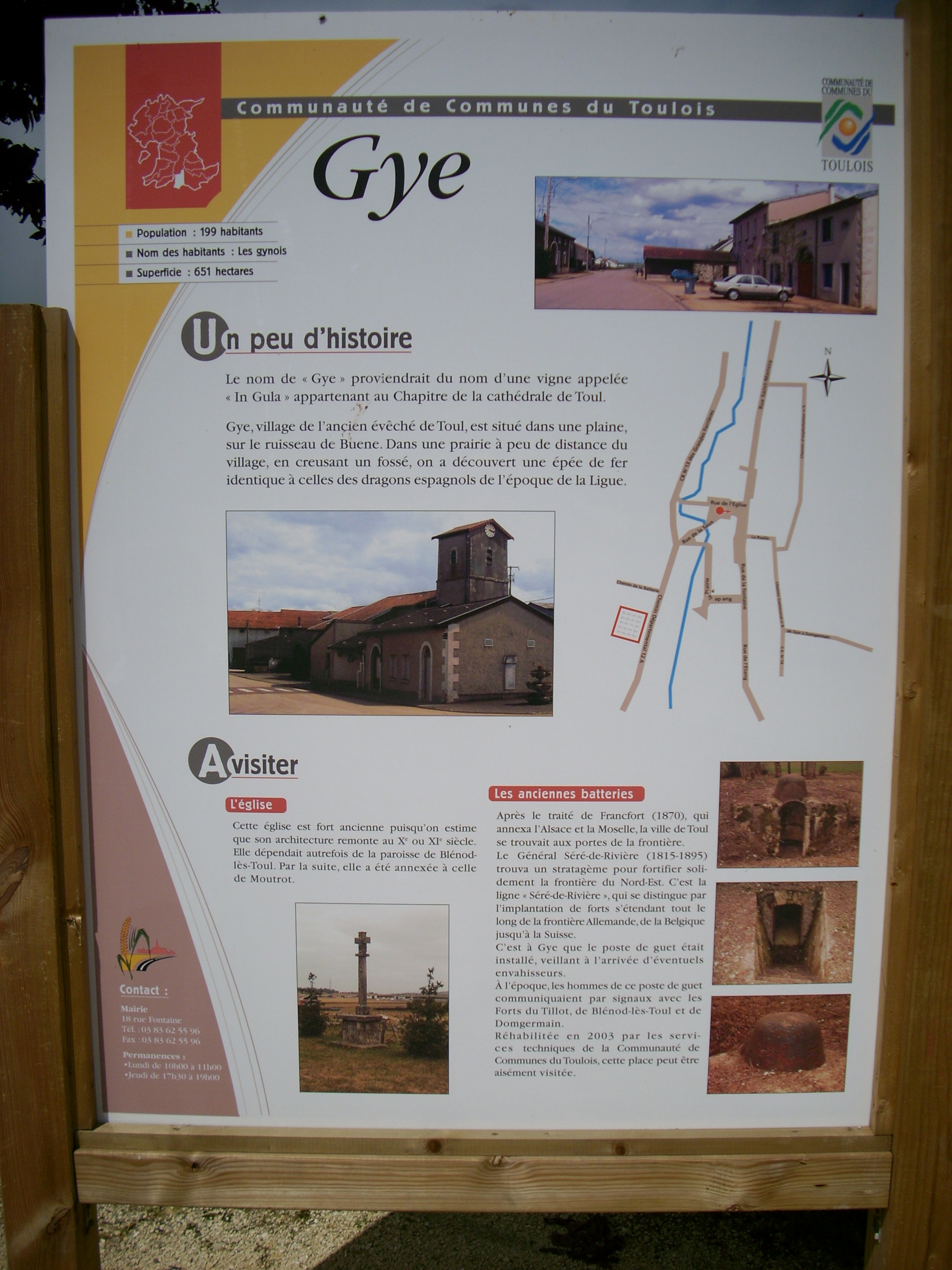
Panou informativ.

Într-o zonă comună cu comuna vecină Mont-le-Vignoble, în Nalléchamp (care ar putea însemna „câmpuri rele”), au fost semnalate resturi de construcții cu țigle romane. Pe piața bisericii, săpăturile au scos la iveală un pavaj din cărămizi de diferite culori. Acestea sunt urmele primelor locuințe din această comună.

## Populația și societatea

### Date demografice
Evoluția numărului de locuitori este cunoscută prin recensămintele populației efectuate în comună începând din 1793. Pentru comunele cu mai puțin de 10 000 de locuitori, un recensământ al întregii populații este realizat la fiecare cinci ani, populațiile legale pentru anii intermediari fiind estimate prin interpolare sau extrapolare.
În 2022, comuna număra 281 locuitori, în creștere cu +18,07 % față de 2016 (Meurthe-et-Moselle: -0,13 %, Franța fără Mayotte: +2,11 %).
| An        | 1793 | 1821 | 1841 | 1861 | 1876 | 1886 | 1901 | 1921 | 1936 | 1962 | 1982 | 2006 | 2014 | 2022 |
| --------- | ---- | ---- | ---- | ---- | ---- | ---- | ---- | ---- | ---- | ---- | ---- | ---- | ---- | ---- |
| Populație | 146  | 204  | 261  | 252  | 225  | 222  | 375  | 157  | 147  | 118  | 104  | 189  | 219  | 281  |

## Cultură locală și patrimoniu

### Locuri și monumente
- Vestigii ale drumului roman Trèves-Lyon.
- Fostul fort du Tillot. Fortul du Tillot face parte din sistemul de apărare Séré de Rivières, numit astfel după un inginer militar francez. Acest sistem defensiv a fost construit începând cu anul 1874, la scurt timp după războiul din 1870. Fortul du Tillot este situat între N 74 și A31, în pădurea du Tillot. Este accesibil în special de pe N 74, prin chemin de Valcourt sau din zona cunoscută sub numele de lieu-dit du Tillot.
- La aproximativ 200 m de satul Gye există și o mică avanpost fortificat, format din aproximativ cinci cazemate, vizibile și accesibile. Acest ansamblu fortificat este situat pe o ușoară ridicare de teren, dominând discret câmpia Touloise. Construcția fortificată este accesibilă prin drumul aflat lângă cimitirul din Gye (rue de la Saux). Acest loc a fost reamenajat la începutul anilor 2000 pentru a permite vizitatorilor un acces în siguranță. Queues de cochons și sârmele ghimpate sunt încă vizibile.
- Monumentul eroilor căzuți în Primul Război Mondial (1914-1918).
- Biserica: turn și navă din secolul al XVIII-lea, capelă laterală și absidă din secolul al XV-lea, cor gotic.
- Două cruci de drum din secolele al XVII-lea și al XVIII-lea.